# HMS Affray (P421)
El HMS Affray fue un submarino británico de la clase Amphion. El Affray se construyó en las últimas etapas de la Segunda Guerra Mundial. Fue uno de los 16 submarinos de su clase que fueron diseñados originalmente para su uso en el Océano Pacífico contra el Imperio de Japón.
Hasta la actualidad es el último submarino de la Marina Real Británica que se ha perdido en el mar, ya que se hundió accidentalmente el 16 de abril de 1951, con la pérdida de 75 vidas.

## Hundimiento
El 16 de abril de 1951, el Affray se embarcó en unas maniobras de guerra simulada llamada Ejercicio Spring Train. El submarino tenía una tripulación reducida de 61 a 50 marineros. A ellos se unieron un sargento, un cabo y dos infantes de marina del Special Boat Service; un comandante (ingeniero), un instructor naval, siete tenientes de la rama de ingeniería y 13 subtenientes. Los dos últimos grupos estaban realizando un curso esencial de entrenamiento para oficiales de submarinos. Esto hizo que su dotación fuera de 75 en total. Las órdenes de su capitán fueron inusualmente flexibles: los marines debían ser dejados en algún lugar a lo largo de la costa suroeste de Inglaterra (el capitán le dijo al Almirantazgo que había elegido una playa aislada en Cornualles), desembarcar y regresar al amparo de la oscuridad. 
Se esperaba que el ejercicio continuara hasta que el Affray regresara a la base el 23 de abril para reparaciones esenciales de defectos, incluida una fuga en un tanque de batería. El Affray abandonó su base de operaciones alrededor de las 16:00 horas y estableció contacto normal para confirmar la posición, el rumbo, la velocidad, etc. a las 21:00 horas, e indicó que se estaba preparando para sumergirse. El último barco que lo vio en la superficie fue el destructor de la clase "Co" HMS Contest, que regresaba a Portsmouth esa tarde. Cuando se cruzaron, ambos barcos hicieron sonar la flauta. Cuando no se presentó a las 08:00 horas, que debía presentarse al día siguiente, se declaró que había desaparecido y se inició una búsqueda inmediata.

### Búsqueda
Las estaciones costeras llamaron al Affray todo el día. El HMS Agincourt lideró una flota de buques de búsqueda que finalmente totalizó 24 barcos de cuatro naciones. La 2.ª Flotilla de Entrenamiento de Portland, que incluía al HMS Tintagel Castle, Flint Castle, Hedingham Castle y el buque de pruebas ASDIC (sonar) Helmsdale, partió de Portland. A los buques de superficie se unieron los submarinos HMS Scorcher, Scythian y Sirdar, también de Portland. Todos ondearon grandes banderas blancas para distinguirlos del desaparecido Affray. Más tarde, el Sirdar permaneció en el fondo durante seis horas mientras los barcos ASDIC se familiarizaban con la identificación de un submarino en esta posición. La palabra clave 'SUBMISS' se envió a todos los barcos de las armadas de la OTAN para notificarles el hecho de que el Affray estaba desaparecido y todos los demás barcos de la clase Amphion fueron confinados en el puerto en espera de una investigación sobre lo que le sucedió a su gemelo desaparecido.
En las primeras 48 horas de búsqueda hubo cierta urgencia, ya que se estimó que la tripulación no sobreviviría mucho más tiempo si hubieran sobrevivido a lo que fuera que había hundido al submarino. Durante la búsqueda, dos de los barcos que realizaban la búsqueda habían recibido una señal en código Morse (a través de un golpecito en el casco del submarino) que decía "Estamos atrapados en el fondo", pero esto no ayudó a localizar el submarino. Sin embargo, diferentes versiones afirman que se escuchó un golpecito, que inicialmente se creyó que provenía de la tripulación atrapada, pero después de una investigación posterior, el almirantazgo determinó que provenía de otros barcos involucrados en la búsqueda. Después de tres días, la búsqueda se ralentizó y participaron menos barcos.
La desaparición del Affray se convirtió en una noticia destacada en Gran Bretaña y relegó los primeros acontecimientos que culminaron en la Crisis de Suez a la segunda página de los periódicos nacionales. Abundaban los rumores de motín e incluso de incautación por parte de los rusos. Mientras tanto, la Marina Real continuó su búsqueda. Durante la búsqueda sucedieron muchas cosas extrañas, incluido que la esposa de un capitán de uno de los submarinos hermanos del Affray afirmó haber visto un fantasma con un uniforme de oficial de submarino empapado que le decía la ubicación del submarino hundido (esta posición más tarde resultó ser correcta)— lo reconoció como un oficial que había muerto durante la Segunda Guerra Mundial, no un miembro de la tripulación del Affray. Como había tantos naufragios esparcidos por el Canal de la Mancha (se encontraron 161, la mayoría de ellos hundidos durante la Segunda Guerra Mundial), pasaron casi dos meses antes de que se localizara el Affray.

### Descubrimiento
El 14 de junio, el buque de búsqueda principal HMS Loch Insh hizo contacto con el sonar en el borde mismo de Hurds Deep, un profundo valle submarino en el Canal de la Mancha. Era el mismo lugar donde se había avistado una mancha de petróleo al mismo tiempo que cuando el Affray desapareció y estaba en un área que había sido buscada antes. El HMS Reclaim llegó varias horas después después de una llamada emocionada del capitán de Loch Insh que, como exsubmarinista, estaba convencido de que se trataba del Affray. Se realizó una inmersión hasta el contacto y el buzo informó haber visto una barandilla blanca larga antes de ser arrastrado por la corriente. Debido a que el clima era peor de lo habitual, la tripulación decidió usar la cámara submarina de la que previamente habían sido escépticos. Tan pronto como se envió, lo primero que captó la cámara fueron las letras "YARFFA" (Affray al revés).
El submarino se encontraba a 17 millas (27 km) al noroeste de Alderney, mucho más cerca de Francia que de Inglaterra. Estaba ligeramente a babor, mirando al noreste en 86 metros (282 pies) de agua. Durante los siguientes meses se deslizó un poco más a babor, donde parece haber descansado en un ángulo de aproximadamente 50 grados. Los buzos no pudieron encontrar evidencia de colisión o daño en el casco, la carcasa o el puente y se observó que el periscopio de búsqueda y el mástil del radar ANF estaban extendidos, lo que indica que había estado a profundidad de periscopio cuando se hundió. Sin embargo, el mástil de esnórquel se había roto y yacía al lado del submarino, unido solo por una fina tira de metal. Las escotillas y las puertas de torpedos estaban todas cerradas, y las dos boyas de emergencia todavía estaban ubicadas dentro de la carcasa, aunque la de popa no pudo haber sido liberada ya que las rejillas de madera con bisagras que la sujetaban habían sido cerradas con alambre (más tarde se descubrió que habían sido cerradas con alambre porque a menudo se soltaba mientras el submarino estaba en movimiento). Era evidente que no se había intentado escapar. La única pista externa de que la tripulación había hecho algo para rectificar su dilema era que los hidroplanos de proa estaban en posición de despegue brusco; los telégrafos del puente también estaban en posición de parada. El mástil de respiración fue la única parte del submarino que se recuperó, y más tarde se descubrió que tenía un defecto de fabricación. Esto pudo haber contribuido al hundimiento del Affray (véase más abajo).

## Investigación

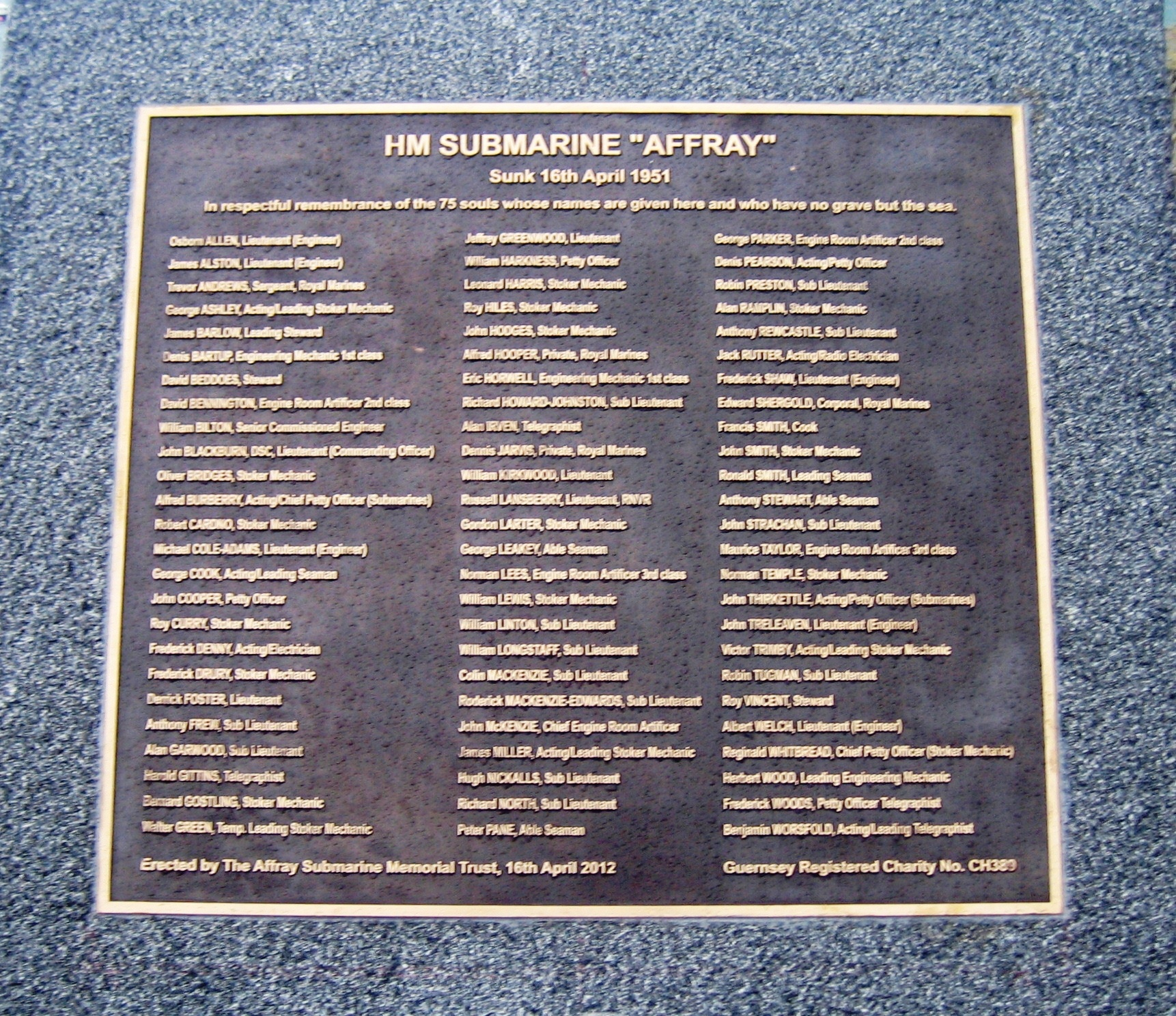
Placa en Gosport en recuerdo del submarino Affray, 2012

Se han dado varias razones para explicar el hundimiento del submarino. El mástil del snorkel estaba roto y se encontraba junto al casco, por lo que inicialmente se pensó que se había roto e inundado el submarino. Después de una inspección detallada del mástil del snorkel, que no mostraba signos de haber sido golpeado, se pensó que era más probable que se hubiera roto cuando el submarino chocó contra el fondo (el mástil del snorkel fue probado más tarde y, aunque se descubrió que era de fabricación defectuosa, las pruebas indicaron que aún debería haber resistido un uso normal). La junta oficial de investigación sostuvo que la rotura del snorkel fue la causa principal del hundimiento.
Sin embargo, Sir Victor Shepherd, Director de Construcción Naval, cuestionó el hallazgo. Shepherd y otros sugirieron que una explosión de la batería también era una posibilidad, debido al ángulo en el que el barco descansaba sobre el lecho marino.
La Marina Real Británica intentó escanear el interior cuando se descubrió el Affray por primera vez, utilizando un dispositivo radiactivo primitivo. Esto arrojó información mínima sobre el estado interno del submarino, pero pareció mostrar que la válvula interna del mástil de respiración estaba en posición abierta, lo que indicaría que al menos un compartimento se inundó y parte de la tripulación se había ahogado cuando el submarino tocó fondo por primera vez (véase el USS Squalus para una situación similar). Durante este intento, una de las cápsulas de rayos X (del tamaño de un guisante) se perdió accidentalmente cerca del submarino y el Almirantazgo decidió no realizar más intentos para establecer por qué se hundió el Affray, principalmente debido a los diversos peligros para los buceadores (un buzo de la Marina Real Británica perdió la vida al intentar identificar otro submarino hundido durante la búsqueda).
Una teoría más reciente propuesta por algunos expertos es que el mástil de respiración se hundió bajo la superficie y la válvula de flotador (descrita anteriormente) se atascó o de alguna manera no logró detener la entrada de agua en el submarino. Con una entrada de agua de hasta 13 toneladas por minuto, esto podría haber causado que el submarino cayera rápidamente al fondo. Con una tripulación reducida y los aprendices en el camino obstaculizando las actividades, se habría producido un retraso en detener la entrada de agua. Para cuando se cerró la válvula o se selló el compartimento de inundación que contenía la válvula, habría habido tanta agua a bordo que ni siquiera soplar todo el lastre habría sido suficiente para llevarlo a la superficie. O si el/los compartimento/s inundado/s incluía/n la sala de control, no habría habido nadie vivo para soplar el lastre. También es posible, con aprendices a bordo posiblemente operando sistemas, que un problema con el embrague hiciera que el Affray acelerara hacia el fondo del mar inutilizando algunas partes del submarino que lo habrían ayudado a subir a la superficie.

## Pecio
Casi medio siglo después de la pérdida, Innes McCartney, un experimentado buzo con trimix , obtuvo el puesto de Affray del Ministerio de Defensa y se sumergió en el pecio del submarino hundido. Informó:

Mientras descendíamos por la línea de tiro, una gran forma oscura emergió de la penumbra. Poca luz ambiental penetra hasta 83 metros incluso en un buen día en el borde de Hurd Deep y pasó un tiempo antes de que reconociéramos la forma inconfundible de un submarino. Es una vista enormemente impresionante, casi totalmente libre de un fondo marino duro, ofreciendo más de 10 metros de alivio en algunos lugares. Nuestra iluminación mostró que ahora está cubierto de esponjas y anémonas, ofreciendo un color bienvenido en la oscuridad. Lo primero que me llamó la atención sobre el naufragio fue su gran tamaño. Es uno de los naufragios submarinos más grandes del Canal y un buceador tiene dificultades para nadar alrededor de él en una sola inmersión. Se encuentra ligeramente inclinado sobre su costado de babor, con su proa apuntando al noreste. No está muy cubierto con redes, con solo algunas langostas atrapadas alrededor del casco. El naufragio está en muy buen estado de conservación considerando los 47 años que ha estado en el fondo del mar. Su puente está completamente intacto con tubos parlantes, la bitácora del proyector y las antenas de radio, todo a la vista. En el costado de la torre de mando, sus luces de navegación están presentes y la escalera de la torre de mando aún está en su lugar. Sus ejes de periscopio se mantienen orgullosos en posición vertical e incluso los cables que corrían entre ellos todavía están allí. A proa de la torre, la cubierta de proa está intacta con la escotilla de los estratos de los cañones claramente visible. Estaba ansioso por encontrar la cuna en la que se encontraba el mástil de snorkel cuando estaba en uso. Esto estaba en el lado de babor, a popa de la torre y en nuestra segunda inmersión en el naufragio lo encontré. La base del mástil de snorkel todavía estaba en su lugar, con el área donde se rompió el mástil claramente visible. En una visita posterior al Museo de Submarinos de la Marina Real, vi la base de la sección del mástil que se elevó. Todavía encajarían perfectamente. Los hidroplanos de proa y popa todavía están en posición y los tubos de torpedos externos en la proa son una vista muy impresionante. Detrás de la torre de mando hay evidencia de los intentos de salvamento realizados por la Marina Real en 1951. El equipo de buceo no descubrió ningún otro daño en el pecio, aparte del mástil de respiración que faltaba. Esto concuerda con las conclusiones de la investigación de la Marina Real. Sigue siendo un recordatorio significativo y saludable de nuestro patrimonio naval. Muy pocos buceadores en el Reino Unido tienen la experiencia y la capacidad para realizar una inmersión de este tipo. Esto debería garantizar que el Affray permanezca intacto para la posteridad. Es una tumba de guerra y el lugar de descanso final de 75 miembros del personal naval y esto debe respetarse.

La tripulación permanece sepultada en el submarino en el extremo norte de Hurd's Deep. A partir de 2001, en virtud de la Ley de Protección de Restos Militares de 1986, Affray se convirtió en un sitio controlado, por lo que es ilegal bucear en él sin un permiso del Ministerio de Defensa.